# Jones Kusi-Asare
Jones Kusi-Asare (Kumasi, 21 maggio 1980) è un ex calciatore svedese di origini ghanesi, di ruolo attaccante.

## Biografia
È padre di Jonah Kusi-Asare, attaccante nato nel 2007 che il 28 agosto 2023 è diventato il debuttante più giovane nella storia dell'AIK.

## Carriera

### Club
Giunto in Svezia all'età di 16 anni, entra nel settore giovanile del Vasalund/Essinge IF.
Prima dell'inizio della stagione 1999 approda, diciottenne, nella prima squadra del Djurgården con cui debutta in Allsvenskan, il massimo campionato svedese. Al termine di quella stagione, tuttavia, il club chiude all'ultimo posto in classifica e retrocede in Superettan, ma già l'anno seguente riconquista la categoria. Nell'Allsvenskan 2001, grazie alle sue 7 reti in 22 presenze, alcune delle quali ottenute partendo dalla panchina, Kusi-Asare si impone come miglior realizzatore stagionale della squadra, la quale si laurea vice campione di Svezia nonostante fosse una neopromossa.
Alla scadenza contrattuale, durante la sessione invernale del calciomercato della stagione 2001-2002, lascia il club stoccolmese per cercare fortuna in altri campionati europei, accettando l'offerta degli austriaci del Grazer AK. Il 12 maggio 2002, nella finale di Coppa d'Austria 2001-2002 contro i concittadini dello Sturm Graz, Kusi-Asare contribuisce alla vittoria del trofeo con la rete del temporaneo 3-0 in una gara poi terminata 3-2. In campionato, invece, tra la seconda parte della Fußball-Bundesliga 2001-2002 e la prima parte dell'edizione 2002-2003 mette a segno complessivamente 6 reti in 24 partite, poi viene messo sul mercato a causa del poco spazio ottenuto nelle sue ultime settimane di permanenza. Nell'ultimo giorno del mercato invernale 2002-2003 passa dunque in prestito ai turchi del Denizlispor, con cui però in campionato disputa solo 3 incontri.
Nel luglio 2003 rientra nell'Allsvenskan svedese, questa volta al Landskrona BoIS che lo ingaggia inizialmente in prestito. Dopo una rimanente parte di campionato da 3 gol in 11 partite, resta nel club bianconero a titolo definitivo con un contratto triennale valido dal 1º gennaio 2004. Nel campionato 2004 invece realizza 4 reti in 22 presenze.
Il 2005 è l'anno in cui torna a vestire la maglia del Djurgården, il club con cui in precedenza aveva esordito tra i professionisti e con cui firma un accordo quadriennale. I suoi 12 gol in 24 partite lo rendono il miglior marcatore stagionale della squadra, ma soprattutto spingono il Djurgården alla conquista del titolo nazionale con il primo posto nell'Allsvenskan 2005. Quell'anno vince inoltre la Coppa di Svezia. Kusi-Asare si conferma miglior marcatore stagionale del club anche l'anno seguente, seppur in coabitazione con Mattias Jonson con 6 reti ciascuno. Nell'Allsvenskan 2007 segna 4 reti in 23 partite, nell'edizione 2008 invece va a segno in 6 occasioni nell'arco di 29 incontri. Al termine di questo quadriennio lascia il Djurgården. In totale, considerando entrambe le parentesi nel club, in sette anni ha realizzato 39 gol in 145 gare di campionato, che diventano 63 gol in 211 partite includendo tutte le competizioni ufficiali.
La sua carriera prosegue in Danimarca, dopo aver sottoscritto un contratto triennale con l'Esbjerg. In un campionato e mezzo, tuttavia, trova spazio solo in 9 occasioni, senza mai andare a segno. Nel settembre 2010 viene così girato in prestito all'Aalborg, rimanendovi solo pochi mesi durante i quali anche qui ottiene poco spazio, con un gol in quattro presenze in campionato. Scaricato dall'Esbjerg, nel gennaio 2011 torna a far parte di una squadra svedese, l'Assyriska, militante nella seconda serie nazionale. In 19 presenze sigla 5 reti, poi a fine stagione le due parti rescindono consensualmente il contratto.
Rimasto senza offerte rilevanti per alcuni mesi, nel febbraio 2013 annuncia il ritiro dal calcio giocato all'età di 32 anni.

### Nazionale
Il 9 novembre 2001 Kusi-Asare ha collezionato una presenza con l'Under-21 svedese, in occasione dello spareggio di andata contro il Belgio valido per le qualificazioni agli Europei Under-21 dell'anno successivo.